# Systeloglossum ecuadorense
Systeloglossum ecuadorense är en orkidéart som först beskrevs av Leslie Andrew Garay, och fick sitt nu gällande namn av Robert Louis Dressler och Norris Hagan Williams. Systeloglossum ecuadorense ingår i släktet Systeloglossum och familjen orkidéer.
Artens utbredningsområde är Ecuador. Inga underarter finns listade i Catalogue of Life.